# Fluitkwartet nr. 1
Het fluitkwartet nr. 1 in D majeur, KV 285 van Wolfgang Amadeus Mozart voor fluit, viool, altviool en cello, is het eerste van de drie fluitkwartetten geschreven in opdracht van de amateurfluitist Ferdinand De Jean. Het werd waarschijnlijk geschreven tussen 1777 en 1778.
Het werk bestaat uit drie delen: 
1. Allegro, in vierkwartsmaat;
2. Adagio, in b-mineur, driekwartsmaat;
3. Rondeau: Allegro, tweekwartsmaat.

Ludwig van Beethoven gebruikte het thema van het eerste deel voor zijn duo voor klarinet en fagot dat hij schreef in 1792.
Het pathetische Adagio in b-mineur is een romantisch troubadourslied dat met zijn slechts 35 maten alvast vooruit wijst naar het dan nog te schrijven langzame deel uit het pianoconcert nr. 23 in A-majeur (K.488)."
Er zijn verschillende gedrukte uitgaven. De uitgave van G. Schirmer werd bewerkt door Louis Moyse, die van International Music Company door Jean-Pierre Rampal. Urtext-uitgaven zijn er van Henle en Bärenreiter. Er bestaan transcripties voor fluit en piano en fluit en gitaar.

## Media
De opname van Felix Skowronek (fluit) met het Philadelphia Quartet.
1. Allegro
2. Adagio
3. Rondeau: Allegro